# Samuel Tickell
Samuel Tickell (Cuttack, 18 agosto 1811 – Cheltenham, 28 aprile 1875) è stato un artista, ornitologo e ufficiale britannico.

## Biografia
Tickell nacque a Cuttack in India dal tenente generale Richard Tickell e Mary nata Morris. Fu educato in Inghilterra con un addestramento ad Addiscombe dal 1827 al 1829, tornando all'età di diciannove anni per unirsi alla fanteria del Bengala nel 1829. Prestò servizio nella 31ª fanteria del Bengala durante la campagna di Kol (1832–33). Fu nominato comandante della scorta militare di Brian Hodgson a Kathmandu dal 1834. Tornò in Bengala nel 1843 e dopo la sua promozione a capitano nel 1847 fu trasferito ad Arakan, nella bassa Birmania. Nel 1848 fece domanda per servire come ispettore delle entrate a Bhagalpur, ma non avendo esperienza lasciò che i suoi assistenti lavorassero alle analisi delle entrate mentre lui svolgeva compiti amministrativi. Il lavoro effettuato fu pieno di errori e nel 1849 cedette l'incarico e tornò ad Arakan.
Durante la sua permanenza in India, Tickell diede importanti contributi all'ornitologia e allo studio dei mammiferi del paese, con osservazioni sul campo e raccolte di esemplari. Contribuì al volume 17 del Journal of the Asiatic Society of Bengal. Il volume 18 includeva un rapporto di Tickell dalla Birmania. Scrisse sotto lo pseudonimo di "Ornithognomon" e "Old Log". Hume notò che molte delle note scritte come "Ornithognomon" nel Field erano basate sulle osservazioni di un altro ornitologo dilettante, Frederic Wilson. Tickell sposò Maria Georgiana, figlia di J.W. Templer a Bankura l'11 luglio 1844.
Tickell andò in pensione nel 1865 e visse per un periodo in Francia prima di stabilirsi nelle Isole del Canale. Nel 1870, mentre pescava sulla costa della Bretagna, subì un'infiammazione agli occhi che alla fine lo rese cieco. Tickell stava lavorando a un'opera in sette volumi intitolata Illustrations of Indian Ornithology, ma la perdita della vista lo costrinse ad abbandonarla. Prima della sua morte donò l'opera incompiuta alla Società Zoologica di Londra. Queste opere sono state rilegate in quattordici volumi. Un volume era intitolato "i pesci raccolti nei mari e nelle acque dolci della Birmania britannica dal 1851 al 1864" (the fishes collected in the seas and freshwaters of British Burma from 1851-64) con illustrazioni ad acquerello, un campo di studio che era stato esaminato da pochissimi tassonomi di pesci, uno dei primi fu Francis Day; un volume sui mammiferi (di 214 pagine); un volume su insetti, rettili, anfibi, aracnidi e crostacei (256 pagine); e i restanti volumi sugli uccelli. Di questi sette volumi erano intitolati Indian Ornithology e includevano 276 specie illustrate su un totale di 488 specie descritte. Inoltre c'erano due volumi intitolati Tickell Aves con descrizioni e illustrazioni ad acquerello che erano basati su due bozze di Tickell Aves MS I e II. Il lavoro mise in mostra le sue eccellenti capacità artistiche, inclusi dipinti di uccelli in habitat naturali e vignette a inchiostro che mostravano scene della vita indiana.
Tickell morì a Cheltenham.
Un certo numero di uccelli ha preso il nome da Tickell, tra cui:
- Picchio di Tickell, (Dicaeum erythrorhynchos)
- Trillo di Tickell, (Phylloscopus affinis)
- Tordo di Tickell, (Turdus unicolor)
- Bucero di Tickell, (Anorrhinus tickelli);

e forse una specie fu nominata in onore della moglie, data la forma femminile o plurale (cioè in onore della coppia), sebbene ciò non sia chiarito nella descrizione originale:
- Pigliamosche blu di Tickell, (Cyornis tickelliae).

Tickell era anche interessato alla linguistica e scrisse una serie di articoli sulla struttura grammaticale della lingua Ho.